# 中国驰名商标
中国驰名商标（China Well-known Trademark），是一个专有的法律概念。按其字面意思是指在中国大陸具有很高的知名度，为公众所熟知的商标。
根据中华人民共和国国务院批准的国家工商行政管理总局“三定”方案以及《驰名商标认定和保护规定》，驰名商标的认定与管理机构是国家工商行政管理总局商标局、商标评审委员会。另据最高人民法院颁布的《关于审理涉及计算机网络域名民事纠纷案件适用法律若干问题的解释》（2001年7月17日）第6条规定，人民法院审理域名纠纷案件案件可以对涉及的注册商标是否驰名作出认定。没有经过认定的，不能擅自称为“驰名商标”。驰名商标有相应的法规和规章予以保护，能够有效地禁止他人不正当使用。 
“驰名商标”的概念来自于《保护工业产权巴黎公约》，该公约中规定成员国应承担对驰名商标给予大于普通商标的保护。
据2013年8月30日《全国人民代表大会常务委员会关于修改〈中华人民共和国商标法〉的决定》（中华人民共和国主席令第6号），自2014年5月1日起，据《中华人民共和国商标法》修正條文的規定，禁止生产者与经营者将“驰名商标”字样用在商品包装、容器上，以防止拿“驰名商标”字样进行片面宣传的行为。